# Radipole
Radipole är en stadsdel i Weymouth, i kommunen Dorset, i grevskapet Dorset, i England. Stadsdelen hade 9 768 invånare år 2021. Radipole var en civil parish fram till 1933 när blev den en del av Weymouth och Chickerell. Civil parish hade 340 invånare år 1931. Byn nämndes i Domedagsboken (Domesday Book) år 1086, och kallades då Retpole.